# Сенека (округ, Нью-Йорк)
Шаблон:StateAbbr_ 42°47′ пн. ш. 76°50′ зх. д. / 42.79° пн. ш. 76.83° зх. д.
Округ Сенека (англ. Seneca County) — округ (графство) у штаті Нью-Йорк, США. Ідентифікатор округу 36099.

## Історія
Округ утворений 1804 року.

## Демографія
За даними перепису 
2000 року 
загальне населення округу становило 33342 осіб, зокрема міського населення було 14198, а сільського — 19144.
Серед мешканців округу чоловіків було 16679, а жінок — 16663. В окрузі було 12630 домогосподарств, 8632 родин, які мешкали в 14794 будинках.
Середній розмір родини становив 2,99.
Віковий розподіл населення поданий у таблиці:
| Стать    | До 15 років | 15-21 | 22-29 | 30-39 | 40-49 | 50-65 | 65-85 | Понад 85 |
| -------- | ----------- | ----- | ----- | ----- | ----- | ----- | ----- | -------- |
| Чоловіки | 3445        | 1512  | 1706  | 2490  | 2692  | 2652  | 1993  | 189      |
| Жінки    | 3337        | 1350  | 1453  | 2340  | 2562  | 2753  | 2440  | 428      |

## Суміжні округи
- Вейн — північ
- Каюга — схід
- Томпкінс — південний схід
- Скайлер — південь
- Єйтс — південний захід
- Онтаріо — захід

## Виноски
1. ↑  U.S. Decennial Census. United States Census Bureau. Процитовано 7 січня 2015.
2. ↑  Historical Census Browser. University of Virginia Library. Архів оригіналу за 11 серпня 2012. Процитовано 7 січня 2015.
3. ↑  Population of Counties by Decennial Census: 1900 to 1990. United States Census Bureau. Процитовано 7 січня 2015.
4. ↑  Census 2000 PHC-T-4. Ranking Tables for Counties: 1990 and 2000 (PDF). United States Census Bureau. Процитовано 7 січня 2015.
5. ↑  State & County QuickFacts. United States Census Bureau. Архів оригіналу за 18 серпня 2011. Процитовано 13 жовтня 2013. [Архівовано 2011-08-18 у Wayback Machine.](англ.) Наведено за англійською вікіпедією.
6. ↑  American FactFinder. Бюро перепису населення США. Архів оригіналу за 26 лютого 2012. Процитовано 31 січня 2008. [Архівовано 2008-05-21 у Wayback Machine.]

| США | Це незавершена стаття з географії США. Ви можете допомогти проєкту, виправивши або дописавши її. |